# Sammy Oziti
Sammy Oziti (ur. 1 stycznia 1983) – nigeryjska zapaśniczka walcząca w stylu wolnym.
Zajęła 23 miejsce na mistrzostwach świata w 2006. Mistrzyni igrzysk afrykańskich w 2003 i druga w 2007. Sześciokrotna medalistka mistrzostw Afryki w latach 2006 – 2012. Mistrzyni Wspólnoty Narodów w 2005 i 2013 roku.